# Goat Haunt
Goat Haunt es una región del Parque nacional de los Glaciares, en Montana, Estados Unidos. En esta región se encuentra el Lago Waterton compartido con Canadá, donde está incluido en el Parque nacional Waterton Lakes. Desde aquí discurren numerosos senderos que conectan Estados Unidos con Canadá. 

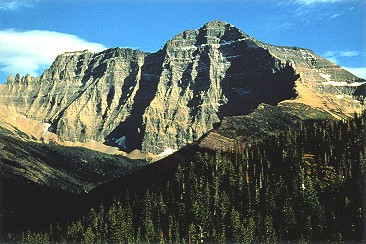
Monte Cleveland dominando el área.

- Datos: Q5575278